# Olle Larson (målare)
Karl Olof Ragnar Larson, född 13 december 1899 i Örebro, Örebro län, död 27 februari 1975 i Örebro Olaus Petri församling, var en svensk målare och tecknare.
Han var son till handlaren Carl Konrad Larson och Anna Eleonora Blomgren.
Larson studerade under sex års tid vid Harald Eriksons målarskola i Örebro och vid Konstakademin i Stockholm 1936-1940. Han har medverkat i de flesta av Örebro läns konstförenings utställningar sedan 1941.
Hans konst består av stilleben och landskap huvudsakligen från Närke och utkantsmotiv från Örebro i olja eller akvarell.
Larson är representerad vid Örebro läns museum.